# Павло Войнич
Павло́ Во́йнич (? — 1751) — діяч київського магістрату, війт Києва в 1734—1751 роках.

## Життєпис
Походив з українського купецького роду Войничів. Син Івана Войнича, купця, та онук Богдана Войнича, бурмістра. Народився у Києві. Мешкав у Воскресенській парафії. Тут займався родинною торговою справою. Вже в 1727 році згадується як бурмистр. Разом з Кузьмою Кричевцем у 1720-х роках відстоював інтереси київських міщан перед гетьманською та російською владами, які намагалися збільшити податки та всілякі збори.
У 1734 році за наказом російської імператриці Анни Іоанівни з посади війта було скинуто Кузьму Кричевиця. За наказом останньої київський генерал-губернатор Йоган-Бернгард фон Вейсбах провів нові вибори, намагаючись поставити війтом росіянина. Проте на загальних виборах обрано війтом Войнича. 11 січня 1735 року отримав наказ імператриці про своє призначення. Він став послідовним противником підпорядкування Києва будь-якій, навіть і гетьманській, владі.
Вимушений був боротися з бурмистром Кузьмою Кричевицем, якого підтримував гетьман Данило Апостол. У 1735 році виступив проти спроб Генеральної військової канцелярії обмежити права магістрату. На бік останньої став генерал-аншеф Олександр Рум'янцев, який наказав арештувати війта разом з магістратом та перевезти їх до Глухова. Втім у 1736 році Войнича звільнено, наказом від 7 вересня імператриця Анна I знову затвердила його на війтістві.
Згодом з огляду на циркуляри генерал-фельмаршала Мініха київський генерал-губернатор Семен Сукін був змушений вимагати від Войнича докладних відомостей про прибутки та видатки міста. У відповідь той посилався на жалувані грамоти київському магістрату від імператорів та гетьманів і скаржився на їх ігнорування російському уряду в Санкт-Петербурзі.
20 червня 1737 року війт Войнич дістав тяжку образу: бунчуковий товариш Чорналуський «на улице, публично, перед многим собранием народа как безчестнее быть нельзя», наказав солдатам заарештувати його і тримати під караулом, не пропускаючи до нього ні бурмистрів, ні райців, ні служників. Це було зроблено з наказу Генеральної військової канцелярії через те, що магістрат не поставив з Преварки провіянту та фуражу. Коли генерал-губернатор  про це довідався, то наказав звільнити Войнича з-під арешту, але останній все-таки просидів під караулом більше восьми годин.
10 жовтня 1743 року війт Павло Войнич разом з членами магістрату звернувся до російського уряду з проханням підтвердити дані Петром I міські привілеї. Імператриця Єлизавета I 24 жовтня того ж року підтвердила права, збори, прибутки і нерухоме майно міщан, дозволила вільну торгівлю, володіння угіддями, сінокосами, риболовлею, приміським лісом, шинкування горілкою (за спеціальними дозволами), право на прибуток від продажу вина, пива, меду, володіння гуральнею, воскобійнею, гостиним двором та збором податків за перевіз через Дніпро. І за все це місто сплачувало в державну казну 600 карбованців щорічно.
Втім, стосунки з центральним урядом залишалися складними. 1744 року, коли імператриця відвідала Київ, вона жодного разу не запросила війта й не відвідала магістрат. Протягом 1740-х років Войнич і далі наполегливо захищав інтереси міщан та відстоював збереження магдебурзького права.
З 1750 року вступив у протистояння з гетьманом Кирилом Розумовським, який намагався підпорядкувати магістрат своїй владі. Помер у жовтні 1751 року. Заповів поховати себе на цвинтарі церкви Миколи Набережного. Новим війтом було обрано Івана Сичевського, протеже Розумовського.

## Родина
Донька: 
- Агрипина, дружина бурмистра Петра Тихоновича